# Annaphila eremia
Annaphila eremia är en fjärilsart som beskrevs av Frederick H. Rindge och Smith 1952. Annaphila eremia ingår i släktet Annaphila och familjen nattflyn. Inga underarter finns listade i Catalogue of Life.